# Elektryczne Gitary
Elektryczne Gitary – polski zespół rockowy, utworzony w 1989 roku przez Rafała Kwaśniewskiego, Piotra Łojka i Kubę Sienkiewicza. Głównym założeniem zespołu jest wykonywanie piosenki autorskiej w oprawie rockowej. Autorem większości repertuaru jest Kuba Sienkiewicz. Logo zespołu to „elektryczny kot”, rysunek plastyka Jarka Koziary.
Zespół zdobył rozgłos i do 2009 roku sprzedał ponad 1,5 mln oryginalnych płyt. Zespół od początku słynął ze specyficznego poczucia humoru i przewrotnej autoironii. Sam Sienkiewicz nigdy nie ukrywał, że nie traktuje stylistyki rockowej zbyt poważnie. W czasie koncertu staram się uzyskać jak największą karykaturę tego, co robię. Frazy na gitarze wycinam tak, żeby one same z siebie się naśmiewały. Praktycznie wiele może się zdarzyć i to są bardziej happeningi niż klasyczne koncerty rockowe.

## Historia

### Początki i lata 90. XX wieku
Kuba Sienkiewicz i Piotr Łojek w 1977 roku założyli akustyczny zespół Młode Matki, a następnie – grupę Zuch Kozioł z Mirosławem Jędrasem. Po zakończeniu obu projektów przez długi czas nie współpracowali, w tym okresie Łojek razem z Rafałem Kwaśniewskim zaaranżowali na bigbitowo piosenki napisane przez Sienkiewicza i Łojka i wkrótce, razem z perkusistą Sławomirem Wiecheckim, rozpoczęli wspólne próby i nagrania studyjne .
Pierwszy koncert zagrali na Festiwalu Róbrege w składzie: Kuba Sienkiewicz, Piotr Łojek, Rafał Kwaśniewski, Sławomir Wiechecki. 10 maja 1990 dali koncert z nowym perkusistą, Markiem Kanclerzem, w warszawskim Klubie Hybrydy. Od początku grali utwory Kuby Sienkiewicza, ale czerpali również z twórczości artystów, takich jak Stanisław Staszewski, Jacek Kleyff, Rafał Wojaczek czy Jan Krzysztof Kelus, część repertuaru jest też autorstwa Piotra Łojka.
W 1991 podpisali kontrakt z wytwórnią Zic Zac, pod której szyldem w 1992 wydali swój debiutancki album studyjny pt. Wielka radość. Na płycie umieścili m.in. przeboje „Jestem z miasta”, „Włosy”, „Przewróciło się” i „Koniec”; w dwóch piosenkach „Będę szedł” i „Wszystko ch.”) na saksofonie zagrał Aleksander Korecki, który na stałe związał się z grupą w 1995. Tuż przed nagrywaniem debiutanckiego albumu z zespołu odszedł Marek Kanclerz; na płycie słychać go tylko w piosence „Włosy”, pochodzącej z sesji próbnej w 1990. Koncertowym perkusistą Elektrycznych Gitar do 1994 był Robert Wrona. W trakcie nagrywania płyty do zespołu dołączył za to basista Tomasz Grochowalski.

Od połowy 1991 zaczęli cieszyć się coraz większą popularnością w Polsce, dzięki emisji ich piosenek najpierw w lokalnych rozgłośniach radiowych, następnie w radiowej Trójce, a później także w innych ogólnopolskich rozgłośniach. Od tej pory grali coraz większe trasy koncertowe, a na ich występy przychodziło po kilka tysięcy osób. Miejsce na polskiej scenie muzycznej potwierdzili występami m.in. w warszawskiej Rivierze obok Dżemu i Kobranocki. Piotr Łojek wspomina te czasy tak:

Pierwszy koncert w Krakowie, (…). W nocy, zziębnięci jedziemy do (…) hali Korony na Podgórzu, po drugiej stronie Wisły, i nagle się okazuje, że w tę samą stronę idzie całe miasto… Tak się zastanawiamy, dokąd oni idą. To był '92, jeszcze bardzo słabo orientowaliśmy się w popularności (…) Okazało się, że oni idą na nasz koncert… To wyglądało jak u Beatlesów. To krótko trwało, ten taki szał pierwszy, może z dwa lata?, ale tak to wyglądało.

W drugiej połowie 1992 zespół występował w składzie; Kuba Sienkiewicz (gitara, śpiew), Rafał Kwaśniewski (gitara prowadząca), Tomasz Grochowalski (gitara basowa), Piotr Łojek (instrumenty klawiszowe) i Robert Wrona (perkusja). Na koncertach muzycy zaczęli grać nowe utwory – „Dzieci wybiegły”, „Widmo krąży”, „Celina” Stanisława Staszewskiego, czy „Jenny, Jenny” (śpiewana przez gitarzystę Rafała Kwaśniewskiego, wydana później na albumie Polski Rokendrol jego zespołu PRL). W drugiej połowie 1992, gdy popularność grupy rosła, Kwaśniewski został poproszony przez resztę muzyków o opuszczenie zespołu z powodu narastających konfliktów. Ponieważ jego odejście zbiegło się z wypuszczeniem na rynek debiutanckiej płyty Elektrycznych Gitar, to zespół organizował teledyski, materiały promocyjne i trasy koncertowe już bez jego udziału.
W 1993 zespół nagrał album pt. A ty co. Od początku autorzy zakładali, że będzie się ona różnić od debiutanckiego albumu, faktycznie jest mniej pogodna od debiutu, bardziej oszczędna w dźwięki, a brzmienie wydaje się bardziej surowe, choć na albumie pojawiły się solówki klawiszowe. Z płyty pochodzą m.in. utwory „Spokój grabarza”, „Wyszków tonie”, „Nie pij Piotrek”, „Dylematy” i „Dzieci”, który stał się ogólnopolskim przebojem. Na perkusji zagrał basista, Tomasz Grochowalski, koncertowy perkusista Robert Wrona nagrał jedynie talerze perkusyjne.
W 1994 z zespołu odszedł Robert Wrona, a jego miejsce w składzie zajął Jarosław Kopeć z Warszawskiej Opery Kameralnej. W tym czasie z zespołem parokrotnie występował też drugi perkusista, Robert Szambelan. Zespół na nowo zaaranżował piosenki, niektóre z nich pojawiły się na koncertach w innych, nieco bardziej rozbudowanych wersjach („Włosy”, „Koniec”). Na początku 1995 muzycy wydali bluesowy album pt. Huśtawki, zawierający m.in. piosenkę „Marymoncki Dżon” ze słowami Krzysztofa Bienia, a także – spolszczony przez Kubę Sienkiewicza – utwór Paula McCartneya „Serce jak pies”. Album ten sprzedawał się na początku gorzej od dwóch pierwszych płyt zespołu (w 80 tys. egzemplarzy), co doprowadziło do rozwiązania umowy z Zic Zakiem, jednak w 1997 i tak osiągnął status złotej płyty.
W połowie 1995 do zespołu dołączył Aleksander Korecki. W 1996 muzycy podpisali kontrakt z wytwórnią PolyGram – Mercury i pod jej patronatem wydali album koncertowy pt. Chałtury zawierający zapis dwóch warszawskich koncertów, które odbyły się 2 września 1995 na placu Krasińskich i 7 stycznia 1996 w klubie Riviera – Remont. Oprócz hitów Elektrycznych Gitar i Kuby Sienkiewicza na płycie pojawiły się dwa covery: „Jestem o(d)padem atomowym” z repertuaru grupy Zacier i „Celina” Stanisława Staszewskiego. Na płycie zagrał już saksofonista Aleksander Korecki, który wrócił do zespołu na stałe. Muzycy promowali album teledyskiem do piosenki „Jestem o(d)padem atomowym” i podczas kolejnej trasy koncertowej.
W 1997 wydali album pt. Na krzywy ryj z przebojem „Co ty tutaj robisz”. Po premierze płyty z Elektrycznych Gitar odszedł, na prośbę większości zespołu, Jarosław Kopeć, a jego miejsce zajął Leon Paduch, grający dotychczas na zastępstwa (obok Roberta Szambelana); po tej zmianie skład zespołu pozostaje niezmienny. Na krzywy ryj spowodował renesans popularności Elektrycznych Gitar. Zespół odbył cieszącą się popularnością trasę koncertową, a za wysoką sprzedaż albumu otrzymał certyfikat platynowej płyty platynowej płyty. 
Również w 1997 wydali ścieżkę dźwiękową do filmu Juliusza Machulskiego Kiler, który podtrzymał ich popularność. Album zawierał utwory znane z poprzedniej płyty, a także cztery premierowe albumy (nagrane już z Paduchem), w tym przebój „Kiler”, napisany w pięć minut. Płyta była najlepiej sprzedającym się soundtrackiem do polskiego filmu w historii fonografii.
Współpraca pomiędzy zespołem a Machulskim była na tyle udana, że Elektryczne Gitary w 1999 nagrały ścieżkę dźwiękową do następnej części filmu, Kiler-ów 2-óch, promowaną utworem „Co powie Ryba”. Zespół grał koncerty plenerowe, występował na trasach organizowanych przez komercyjne rozgłośnie radiowe.
W 2000 Elektryczne Gitary obchodziły 10 lat działalności, z tej okazji muzycy wydały dwupłytowy album pt. Słodka maska. Kuba Sienkiewicz tak tłumaczył tytuł płyty: Wchodząc na scenę, każdy z nas zakłada maskę. Naszym założeniem nie było męczenie ludzi, dlatego przybieramy słodką maskę. Pierwsza płyta Słodkiej maski zawiera nagrania studyjne (w tym dwa nieznane szerszej publiczności utwory Kazimierza Grześkowiaka), a druga płyta została zarejestrowana podczas koncertów z 27 maja 2000 w Poznaniu i 10 czerwca 2000 w Szczecinie. Muzycy promowali album utworem „Nowa gwiazda”, do której nakręcili teledysk; piosenka wyśmiewała realia wyborów w Polsce, a właściwie głupotę części głosujących. TVP nie chciała emitować tego klipu, co ujemnie wpłynęło na promocję płyty. Singlem promującym była też piosenka „Napady” ze słowami Jacka Bojakowskiego. Płyta nie sprzedała się tak dobrze, jak wcześniejsze produkcje grupy.

### Wiek XXI
W 2002 muzycy nagrali ścieżkę dźwiękową do komedii Jacka Bromskiego Kariera Nikosia Dyzmy, którą promowali utworem „Doktor Dyzma”. Muzycy na potrzeby soundtracku zaaranżowali na nowo stare kawałki grupy, ale stworzyli też kilka nowych piosenek. W 2003 kontynuowali pracę nad nowym autorskim materiałem. Cały czas grali też dużo koncertów w całej Polsce. Niechęć wytwórni do wydania nowego albumu, mimo obszernych materiałów demo, doprowadziła do rozwiązania przez zespół umowy z Universalem. Jeszcze przed zakończeniem współpracy wytwórnia wydała singiel „Nie urosnę”. W tym okresie, za namową menedżera, nagrali także utwór „Jogurtowy twist” do spotu reklamowego producenta jogurtów Bakoma.
W 2004 zespół nagrał tytułową piosenkę do serialu komediowego Bulionerzy. W 2006 muzycy podpisali umowę z Warner Music Poland, pod której szyldem 25 września tego samego roku wydali album pt. Atomistyka z singlem „Czasy średnie”. Dwa dni przed premierą na warszawskim Podzamczu zagrali koncert promujący nowy album,. Zrealizowano z tego koncertu wideo-relację z piosenką „Czasy średnie” i wypowiedziami muzyków. Sama płyta jest naznaczona absurdalnym poczuciem humoru. Autorami muzyki i tekstów byli Kuba Sienkiewicz, Piotr Łojek i Aleksander Korecki. W połowie listopada pojawiła się nowa piosenka promująca, „Kiedy mówisz człowiek", do której nakręcono teledysk. Płyta nie została zauważona przez szerszą publiczność.
W 2007 zespół koncertował mniej, decyzją lidera – Kuba Sienkiewicz wyjaśnił, że jest „zmęczony wykonywaniem ciągle tych samych kawałków”. Koncertem zamykającym kolejny sezon koncertowy był występ 10 października 2007 w Warszawie, w klubie Alfa, gdzie zespół zaprezentował się obok Bimbru i Daabu. Tym razem nie wystąpił saksofonista Alek Korecki, za to gościnnie pojawił się na drugiej gitarze Krzysztof Zawadka.
Wiosną 2008 zespół znów ruszył w trasę po Polsce, a do składu dołączył gitarzysta Jacek Wąsowski – najpierw na doraźne zastępstwa Piotra Łojka lub Alka Koreckiego, a później na stałe. Po stałej, wiosenno-letniej trasie koncertowej, w listopadzie i grudniu 2008 zorganizowano cztery koncerty w stacjach radiowych – w Radiu Dla Ciebie, Radiu Białystok, Radiu Łódź i Radiowej Jedynce. Na koncerty przygotowano kilka zupełnie nowych piosenek. Zapis występów wydali 5 czerwca 2009 na albumie koncertowym pt. Antena, którym zwieńczyli 20-letnią historię zespołu. 2 listopada 2010 wydali album pt. Historia, na którym w specyficzny sposób opowiedzieli o różnych wydarzeniach z historii Polski. 8 kwietnia 2011 w programie Kawa czy herbata? w TVP1 premierę miał ich utwór  „Kładź się na glebę i leż”, będący przeróbką piosenki Toma Waitsa „Come on Up to the House”.

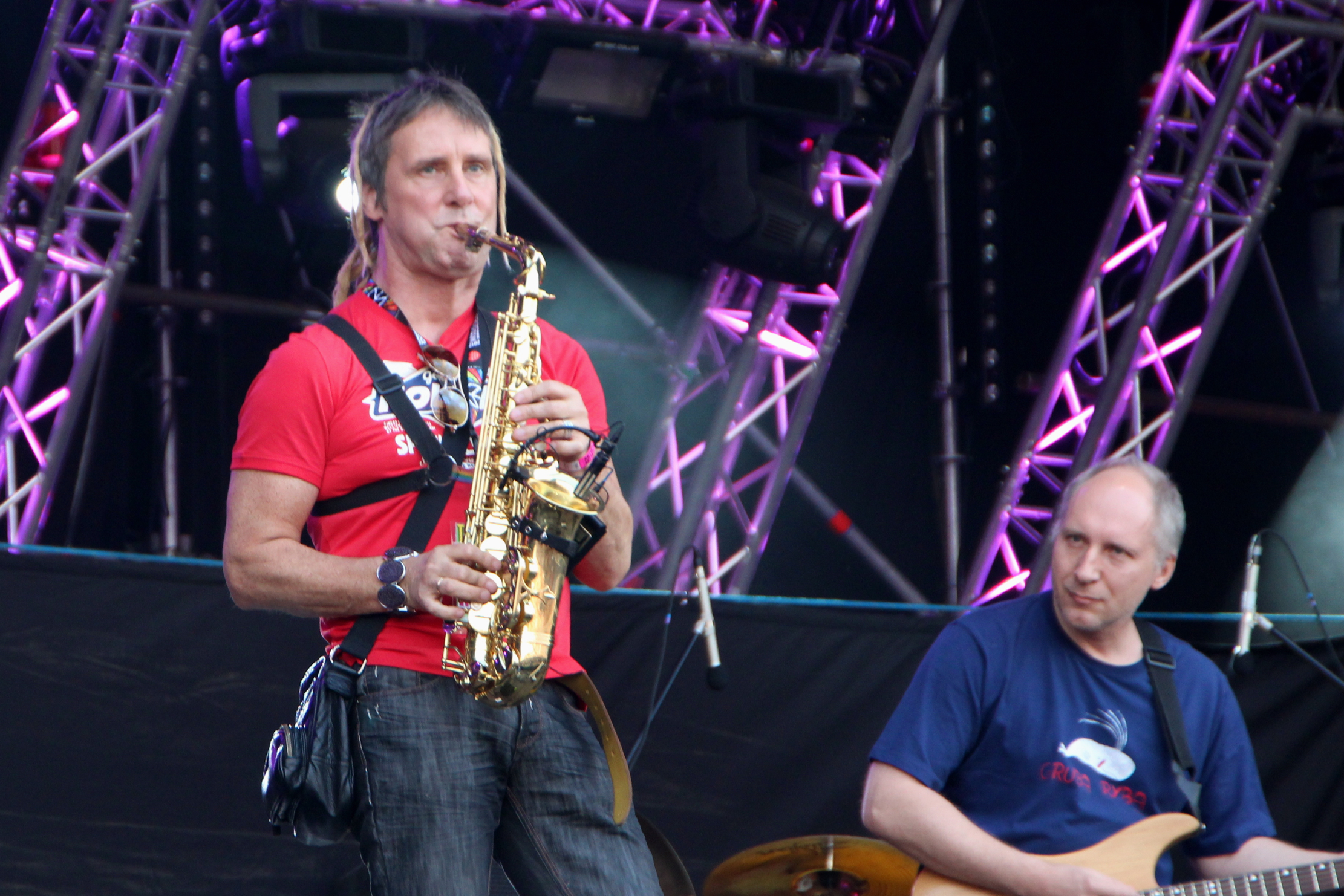
Elektryczne Gitary w 2012

20 marca 2012 muzycy wydali album pt. Nic mnie nie rusza, który promowali teledyskiem do tytułowego singla. Latem tego samego roku zagrali na Przystanku Woodstock, a zapis koncertu wydali w grudniu na swoim pierwszym w karierse albumie DVD. W czerwcu 2014 wydał alubum pt. Stare Jak Nowe. 25 przebojów na 25-lecie, na którym umieścili głównie nagrane na nowo - choć w oryginalnych aranżacjach - swoje największe przeboje. Wynikało to z faktu, iż wiele z nich nie było dostępnych, z powodu kłopotów z prawami do nagrań pochodzących z trzech pierwszych płyt.
W 2016 ukazał się drugi album historyczny grupy pt. Czasowniki, zawierający wyłącznie utwory napisane przez Kubę Sienkiewicza. W tym samym roku, we wrześniu, ukazała się w formie książkowej autoryzowana biografia zespołu pt. Przewróciło się. Pierwsza i jedyna biografia Elektrycznych Gitar autorstwa Przemysława Zielińskiego. 
30 kwietnia 2020 muzycy wydali w dużej mierze elektroniczny album pt. 2020, poprzedzony singlem Najwyższa Pora, autorstwa Piotra Łojka, o tematyce ekologicznej.
W 2023 roku ukazały się dwa single: pierwszy to Ziemia, ze słowami i muzyką saksofonisty Aleksandra Koreckiego, a drugi Kiedy system upadnie, napisany przez gitarzystę grupy, Jacka Wąsowskiego. 
Z kolei w kwietniu 2024 muzycy opublikowali kolejny nowy singiel, pod tytułem I droga starczy za cel, którego autorem jest czeski bard Oldřich Janota. Polskie słowa ułożył Piotr Łojek.
Na 2025 roku zaplanowano dużą, biletowaną trasę W cieniu sufitów, w ramach której grupa odwiedzi między innymi Poznań, Wrocław, Zieloną Górę czy Olsztyn.
Dyskografię Elektrycznych Gitar uzupełnia aż pięć kompilacji. Są wśród z nich dwie części wyboru najważniejszych utworów Elektrycznych Gitar z lat 1990–1997, Nie jestem z miasta – the best of i Sława – de best 2 wydane przez Zic Zac / BMG; składanka Gold z 2000 ułożona głównie z myślą o zagranicznym odbiorcy (zawierała tylko utwory wydane do 1995) oraz płyta z 2001 wydana w cyklu kompilacji polskich gwiazd Niepokonani, zawierająca największe przeboje grupy, w tym kilka w wersjach na żywo i z dołączonym teledyskiem do utworu „Nowa gwiazda”. Ostatnią kompilacją zespołu jest album z cyklu Gwiazdy XX Wieku, wydany przez Sony BMG w 2007. Od 2023 ukazują się kolejne, najsłynniejsze albumy grupy w formie płyty winylowej, począwszy od Wielkiej Radości, pierwotnie wydanej jedynie na kasecie i CD.

## Dyskografia

### Albumy studyjne
| 1992                       | Wielka radość - Data: 7 września 1992 - Wydawca: Zic Zac                | –  | - POL: 2× platynowa płyta |
| 1993                       | A ty co - Data: 2 listopada 1993 - Wydawca: Zic Zac                     | –  | - POL: platynowa płyta    |
| 1995                       | Huśtawki - Data: styczeń 1995 - Wydawca: Zic Zac                        | –  | - POL: złota płyta        |
| 1997                       | Na krzywy ryj - Data: 23 marca 1997 - Wydawca: PolyGram Polska          | –  | - POL: platynowa płyta    |
| 2000                       | Słodka maska - Data: 28 września 2000 - Wydawca: Universal Music Polska | 30 |                           |
| 2006                       | Atomistyka - Data: 25 września 2006 - Wydawca: Warner Music Poland      | 24 |                           |
| 2010                       | Historia - Data: 2 listopada 2010 - Wydawca: EMI Music Poland           | 49 |                           |
| 2012                       | Nic mnie nie rusza - Data: 20 marca 2012 - Wydawca: EMI Music Poland    | 37 |                           |
| 2016                       | Czasowniki - Data: 13 czerwca 2016 - Wydawca: MTJ                       | –  |                           |
| 2020                       | 2020 - Data: 30 kwietnia 2020 - Wydawca: S.P. Records                   | –  |                           |
| „–” album nie był notowany |                                                                         |    |                           |

### Kompilacje
| 1997                       | Nie jestem z miasta – the best of - Data: 1997 - Wydawca: Zic Zac / BMG Poland                                  | –  |                    |
| 1998                       | Sława – de best 2 - Data: 1998 - Wydawca: Zic Zac / BMG Poland                                                  | –  |                    |
| 2000                       | Gold - Data: 17 lipca 2000 - Wydawca: Koch International Poland                                                 | –  |                    |
| 2001                       | Niepokonani - Data: 28 września 2001 - Wydawca: Universal Music Polska                                          | –  |                    |
| 2007                       | Gwiazdy XX Wieku. Elektryczne Gitary – Największe przeboje - Data: 2007 - Wydawca: Sony BMG Music Entertainment | –  |                    |
| 2014                       | Stare jak nowe. 25 przebojów na 25-lecie - Data: 3 czerwca 2014 - Wydawca: Warner Music Poland                  | 28 | - POL: złota płyta |
| „–” album nie był notowany | |    |                    |

### Albumy koncertowe
| Rok  | Album                                                                                  |
| ---- | -------------------------------------------------------------------------------------- |
| 1996 | Chałtury - Data: 21 kwietnia 1996 - Wydawca: PolyGram Polska                           |
| 2009 | Antena - Data: 5 czerwca 2009 - Wydawca: Radiowa Agencja Fonograficzna Polskiego Radia |

### Ścieżki dźwiękowe
| Rok  | Album                                                                          | Certyfikat             |
| ---- | ------------------------------------------------------------------------------ | ---------------------- |
| 1997 | Kiler - Data: 10 lutego 1997 - Wydawca: PolyGram Polska                        | - POL: platynowa płyta |
| 1999 | Kiler-ów 2-óch - Data: 11 stycznia 1999 - Wydawca: PolyGram Polska             |                        |
| 2002 | Kariera Nikosia Dyzmy - Data: 28 lutego 2002 - Wydawca: Universal Music Polska |                        |

### DVD
| Rok  | Album |
| ---- | --- |
| 2012 | Elektryczne Gitary – XVIII Przystanek Woodstock 4 sierpnia 2012 - Data: 30 listopada 2012 - Wydawca: Złoty Melon |

### Single
| 1991                        | „Jestem z miasta”                             | 18 | Wielka radość         |
| 1991                        | „Włosy”                                       | 20 | Wielka radość         |
| 1992                        | „Koniec”                                      | –  | Wielka radość         |
| 1993                        | „Dzieci”                                      | 3  | A ty co               |
| 1993                        | „Dylematy”                                    | –  | A ty co               |
| 1994                        | „Serce jak pies”                              | 8  | Huśtawki              |
| 1994                        | „Marymoncki Dżon”                             | –  | Huśtawki              |
| 1996                        | „Jestem o(d)padem atomowym”                   | –  | Chałtury              |
| 1996                        | „Idę do pracy”                                | –  | Chałtury              |
| 1996                        | „Jestem z miasta”                             | –  | Chałtury              |
| 1997                        | „Co ty tutaj robisz”                          | 1  | Na krzywy ryj         |
| 1997                        | „Na krzywy ryj”                               | 11 | Na krzywy ryj         |
| 1997                        | „Ja jestem nowy rok”                          | 31 | Na krzywy ryj         |
| 1997                        | „Goń swego pawia”                             | –  | Na krzywy ryj         |
| 1997                        | „Kiler”                                       | 1  | Kiler                 |
| 1998                        | „Co powie Ryba”                               | 9  | Kiler-ów 2-óch        |
| 1999                        | „Nie jestem sobą”                             | 38 | Kiler-ów 2-óch        |
| 1999                        | „Ja mam szczęście”                            | –  | Kiler-ów 2-óch        |
| 1999                        | „Zostań tu” (cover „Only You” – The Platters) | –  | –                     |
| 2000                        | „Nowa gwiazda”                                | –  | Słodka maska          |
| 2000                        | „Napady”                                      | 24 | Słodka maska          |
| 2001                        | „Słodka laska – biała śmierć”                 | –  | Słodka maska          |
| 2002                        | „Doktor Dyzma”                                | –  | Kariera Nikosia Dyzmy |
| 2005                        | „O słoneczku”                                 | –  | –                     |
| 2006                        | „Nie urosnę”                                  | –  | Atomistyka            |
| 2006                        | „Czasy średnie”                               | 6  | Atomistyka            |
| 2006                        | „Kiedy mówisz człowiek”                       | –  | Atomistyka            |
| 2009                        | „Dwudziestolatka”                             | –  | Historia              |
| 2009                        | „Ucieczka 5:55”                               | –  | Historia              |
| 2010                        | „Był NZS”                                     | –  | Historia              |
| 2010                        | „Dywizjon 303”                                | 13 | Historia              |
| 2019                        | „Najwyższa pora”                              | 29 | 2020                  |
| 2020                        | „Ósmy trzeci”                                 | –  | 2020                  |
| 2020                        | „Podróżnicze sny”                             | –  | 2020                  |
| „–” singel nie był notowany |                                               |    |                       |

## Muzycy

### Obecny skład zespołu
- Kuba Sienkiewicz (od 1990 do dziś) – gitara, śpiew
- Piotr Łojek (od 1990 do dziś) – instrumenty klawiszowe, gitary
- Tomasz Grochowalski (od 1992 do dziś) – gitara basowa
- Aleksander Korecki (od 1995 do dziś) – saksofon, flet, instrumenty perkusyjne
- Leon Paduch (od 1997 do dziś) – perkusja
- Jacek Wąsowski (od 2008 do dziś) – gitara prowadząca

### Byli członkowie
- Rafał Kwaśniewski (od 1990 do 1992) – gitara prowadząca
- Marek Kanclerz (od 1990 do 1991) – perkusja
- Robert Wrona (od 1991 do 1994) – perkusja
- Jarosław Kopeć (od 1994 do 1997) – perkusja